# De Panhuismolen
De Panhuismolen was een watermolen in Venlo. De restanten zijn monumentaal beschermd.

## Geschiedenis
Voor de Panhuismolen stond hier de Muysemolen die in 1813 afbrandde. 
In 1813 werd de molen herbouwd en ingericht als korenmolen.
In 1868 werd de watermolen opgeheven.